# Albert Helweg-Larsen
Albert Kristian Helweg-Larsen (16. april 1876 i København – 2. november 1952) var en dansk overretssagfører, far til Jørgen Helweg-Larsen, Niels Helweg-Larsen og Else-Merete Ross.
Han var søn af overretssagfører H.F. Helweg-Larsen og hustru, blev 1894 student fra Mariboes Skole, 1900 cand.jur. og samme år fuldmægtig hos faderen. 1903 blev Helweg-Larsen overretssagfører og praktiserede siden i København.
1909-24 var Helweg-Larsen formand for forretningsudvalget i Borgervennen af 1788. Fra 1913 medlem af bestyrelsen for Lindevangshjemmet. Formand for Skoleforeningen af 28. Januar 1866. Fra 1919 næstformand i bestyrelsen for Københavns Sygehjem. Formand i bestyrelsen for Ole Thorups Stiftelse og Legat samt for Kancelliraadinde Louise Thorups Legat. Fra 1919 kasserer for Egilsholm, Børnehjælpsdagens Friluftskoloni for svagelige børn. Fra 1916 medlem af bestyrelsen for A/S Schouw & Co., A/S Jydsk Papirlager og A/S Nordjyllands Papirposefabrik. Fra 1916 formand for direktionen for A/S Københavns Hippodrom og 1925-34 i bestyrelsen for A/S Nordiske Metalvarefabrikker. Fra 1911 formand i bestyrelsen for A/S C. Mayland. Fra 1916 medlem af aktionærrådet i A/S Kastrup Glasværk og af bestyrelsen for A/S N.F. Larsens Handskefabrik, A/S Fisker & Nielsen, A/S Hellesens Enke & V. Ludvigsen og Aktiebolaget Vestgöta Gasverk. Fra 1930 medlem af bestyrelsen for Alm. dansk Vare- og Industrilotteri. Medlem af bestyrelsen for Pastor Gunni Buscks Mindelegat, Agent og Grosserer Rasmus William Brøndums Legat til Oprettelsen af et homøopatisk Hospital, Etatsraad, Apoteker A.H. Riises og Hustrus Familielegat og Det Helwegske Legat. 
1934 blev han Ridder af Dannebrog og var også ridder af Vasaordenen.
Helweg-Larsen blev gift 22. marts 1902 i København med Berta Amalie Meincke (5. maj 1881 i København - 1965), datter af sekretær Jørgen Beck Meincke og hustru Clara Lorentzen.